# Team Novo Nordisk/Saison 2025
Diese Liste beschreibt die Mannschaft und die Siege des Radsportteams Team Novo Nordisk in der Saison 2025.

## Mannschaft
| Teamkader 2025          | Teamkader 2025    | Teamkader 2025         | Teamkader 2025                       |
| Name                    | Geburtsdatum      | Land                   | Vorheriges Team                      |
| ----------------------- | ----------------- | ---------------------- | ------------------------------------ |
| Hamish Armitt           | 24. Juni 2002     | Vereinigtes Königreich | Team Novo Nordisk Development (2024) |
| Hamish Beadle           | 2. April 1998     | Neuseeland             | Team Novo Nordisk Development (2019) |
| Sam Brand               | 27. Februar 1991  | Vereinigtes Königreich | Team Novo Nordisk (2017)             |
| Jacopo Colladon         | 31. März 2003     | Italien                | Team Novo Nordisk Development (2024) |
| Lucas Dauge             | 28. Dezember 1996 | Frankreich             |                                      |
| Quinten De Graeve       | 24. Januar 2000   | Belgien                | Team Novo Nordisk Development (2023) |
| Declan Irvine           | 11. März 1999     | Australien             |                                      |
| Matyáš Kopecký          | 19. Januar 2003   | Tschechien             | Acrog-Tormans/Balen BC (2021)        |
| David Lozano            | 21. Dezember 1988 | Spanien                |                                      |
| Bailey McDonald         | 2. Mai 2003       | Australien             | Team BridgeLane (2024)               |
| Anton Muller            | 3. Juni 1998      | Frankreich             | Team Novo Nordisk Development (2024) |
| Doriand Percrule        | 21. Mai 1999      | Frankreich             | Team Novo Nordisk Development (2023) |
| Andrea Peron            | 28. Oktober 1988  | Italien                |                                      |
| Alessandro Perracchione | 9. Februar 2005   | Italien                |                                      |
| Logan Phippen           | 10. Mai 1992      | Vereinigte Staaten     |                                      |
| Antonio Polga           | 6. März 2025      | Italien                | Team Novo Nordisk Development (2023) |
| Umberto Poli            | 27. August 1996   | Italien                | Team Novo Nordisk Development (2016) |
| Filippo Ridolfo         | 8. Oktober 2001   | Italien                | Team Novo Nordisk Development (2021) |
| Nathan Smith            | 27. August 2000   | Vereinigtes Königreich | Team Novo Nordisk Development (2023) |
| Célestin Wattelle       | 15. Mai 2003      | Frankreich             | Team Novo Nordisk Development (2024) |
|                         |                   |                        |                                      |
| Quelle: ProCyclingStats |                   |                        |                                      |

## Siege
| Siege | Siege  | Siege | Siege  | Siege  | Siege |
| Datum | Rennen | Staat | Klasse | Sieger |       |
| ----- | ------ | ----- | ------ | ------ | ----- |

## UCI-Weltranglisten-Platzierungen
| UCI-Ranking | UCI-Ranking | UCI-Ranking | UCI-Ranking |
| Fahrer      | Fahrer      | Land        | Punkte      |
| ----------- | ----------- | ----------- | ----------- |